# Rudolf Pavlu
Rudolf Pavlu (ur. 15 lipca 1902 w Wiedniu, zm. 9 października 1949 w Römlingshoven) – austriacki nazista, SS-Obersturmbannführer, kierownik wydziału pracy w dystrykcie Kraków, powołany na stanowisko starosty miejskiego (niem. Stadthauptmann) w Krakowie. Od 1943 w Waffen-SS.

## Życiorys

### Do rozpoczęcia II wojny światowej
Rudolf Pavlu ukończył gimnazjum, a potem uczęszczał do szkoły podchorążych piechoty (lnfanteriekadettenschule). Odbywał czynną służbę wojskową w armii austro-węgierskiej w okresie od sierpnia 1918 do października 1919 roku. Po uzyskaniu matury w 1921 studiował w Wyższej Szkole Handlu Międzynarodowego w Wiedniu (Hochschule für Welthandel). W latach 1924–1934 był księgowym w Wiedeńskiej Krajowej Kasie Chorych. Już w 1931 r. wstąpił do NSDAP w Austrii i był jej aktywnym działaczem. W 1934 r. brał czynny udział w puczu lipcowym w Austrii, który zakończył się zamordowaniem kanclerza Engelberta Dollfußa. Skazany został za to na 18 miesięcy więzienia, a po zwolnieniu w 1936 roku uciekł do Rzeszy. Był tam szefem Organizacji Pomocy Uchodźcom NSDAP (LVA). Po aneksji Austrii w 1938 r. powrócił do Wiednia, gdzie wstąpił do SS. Pavlu otrzymał stanowisko szefa sztabu Namiestnika Rzeszy (Reichsstatthalter) w Wiedniu, a w czerwcu 1939 roku został wyznaczony na szefa wiedeńskiego zakładu ubezpieczeń społecznych (Landesversicherungsanstalt).

### Działalność w Generalnym Gubernatorstwie
W październiku 1939 przybył do Krakowa – stolicy Generalnego Gubernatorstwa wraz z gubernatorem dystryktu Kraków Otto von Wächterem, do którego kręgu współpracowników należał już od wielu lat. Tutaj od października 1939 do 1.2.1942 roku pełnił funkcję, kierownika Wydziału Pracy w urzędzie szefa dystryktu Kraków (Leiter der Abteilung Arbeit In der Verwaltung des Distrikts Krakau). Z dniem 01.04.1941r. w miejsce starosty miejskiego Krakowa Carla Schmida powołano go na „Pełnomocnika Szefa Dystryktu dla miasta Krakowa” (Der Beaufragte des Distriktschefs für die Stadt Krakau). Ostatnia zmiana nazwy zwierzchnika władz miejskich Krakowa miała miejsce 30.09.1941r. i wtedy w wyniku przeprowadzonej reorganizacji przywrócono tytuł „Starosty miasta Krakowa” (Der Stadthauptmann der Stadt Krakau), którą to funkcję pełnił do 30.4.1943. Urzędowanie starosty miejskiego Pavlu było szczytowym okresem niemieckiego panowania nad miastem mającym na celu jego kolonizację.
W okresie tym i pod jego bezpośrednim kierownictwem nastąpiło:
- przymusowe wysiedlenie Żydów z Krakowa w 1940-41. Pavlu był od sierpnia 1940 r. jednym z pełnomocników szefa dystryktu w Biurze Wysiedleń dla Żydów przy Staroście Miejskim Miasta Krakowa (Aussiedlungsstelle für Juden beim Stadthauptmann der Stadt Krakau), a od 21 listopada 1940 Otto von Wächter przekazał mu bezpośrednio realizację i zarządzanie tą akcją, którą prowadził, aż do utworzenia Getta w Podgórzu
- masowe zniemczenie nazw ulic Krakowa i utworzenie dzielnicy niemieckiej ze stopniowym planem wysiedlania Polaków
- zlikwidowanie w dniu 26 października 1941 wciąż istniejącej polskiej struktury zarządu miasta Krakowa i wprowadzenie nowej niemieckiej struktury organizacyjnej wraz z niemieckimi urzędnikami na wyższych stanowiskach (Decernaty)
- prawie trzykrotnie rozszerzenie obszaru miasta z dniem 1 czerwca 1941 roku poprzez włączenie do obszaru miasta Krakowa 27 gmin wiejskich w całości i dwóch gmin w części
- wznoszenie budynków mieszkaniowych tylko dla Niemców – osiedla przy ul. Szymanowskiego i Królewskiej (Reichstrasse). Współdziałał w powołaniu Niemieckiego Towarzystwa Mieszkaniowego i Osiedlowego z o.o. w Krakowie (Deutsche Wohnung- und Siedlungs- G.m.b.H) którego radą nadzorczą kierował
- przeprowadzenie przedsięwzięć rewitalizacji „niemieckiego miasta”: gmach Feniksa w Rynku, wyburzenia budynków w pobliżu Wzgórza Wawelskiego i arkady na ul. Grodzkiej
- przeprowadzenie programu budowy dróg: przebudowa Alei Krasińskiego między ulicą Kościuszki a Piłsudskiego, ul. Starowiślnej z przebiciem arkad, przebudowa placu przed Dworcem Głównym, regulacja i wyprostowanie ul. Księcia Józefa, przebudowa placu Nowy Kleparz, wybrukowanie ulic: Dietla, Prądnickiej, Wrocławskiej, Garncarskiej, Krupniczej, Zabłocie,
- rozwój terenów zielonych, poszerzenie Parku Jordana, zakaz wstępu Polaków do Parku Krakowskiego. Powołanie niemieckich ogródków działkowych (Das Verein Deutscher Kleingärtner e.V. in Krakau). Stworzenie ogródka w Cichym Kąciku, którego został aktywnym członkiem.

### Służba na froncie i okres powojenny
W maju 1943 roku Pavlu został powołany do służby frontowej w Waffen-SS. W grudniu 1943 przybył do 3 SS-Panzerdivision „Totenkopf“. Na przełomie roku 1943 i 44 jego dywizja była zaangażowana w walki obronne na linii Dniepru niedaleko Krzywego Rogu. W miesiącach lutym i marcu wycofywała się do Rumunii w kierunku na Jassy. W czerwcu 1944 Pavlu rozpoczął szkolenie na kursie (3 SS-Panzersonderlehrgang), gdzie otrzymał stopień SS-Untersturmführer der Reserve. W listopadzie 1944 wrócił do 3 SS-Panzerdivision „Totenkopf”. W grudniu jego jednostka została rzucona na odsiecz okrążonego Budapesztu. W marcu i kwietniu po rozbiciu podczas radzieckiej operacji wiedeńskiej resztki oddziału wycofały się do Czech i 9 maja poddały Amerykanom. Po wojnie Pavlu został internowany 7.10.1947 r., lecz zdołał uciec, więc internowano go ponownie 25 lutego 1949 z którego drugi raz uciekł 3 kwietnia 1949 r. Polskie Ministerstwo Sprawiedliwości podjęło kroki, aby go przekazać do osądzenia w Polsce, ale w międzyczasie popełnił on samobójstwo w Römlinghoven 9.10.1949 r.